# リュクサンブール駅
リュクサンブール駅（フランス語: Gare du Luxembourg）はフランス・パリの5区と6区の境界にある、RER B線の駅。カルチエ・ラタンに位置し、リュクサンブール宮殿・庭園の最寄り駅である。
1895年にパリと南郊外を結ぶソー線がパリ中心部まで乗り入れた際に、その始発駅として開業した。1977年からはRERの中間駅となっている。

## 歴史
リュクサンブール駅はパリ・オルレアン鉄道の郊外路線ソー線の起点駅として1895年5月31日に開業した。
ソー線の起点はもともとパリ南部のダンフェール＝ロシュロー駅だった。1900年の万国博覧会を控え、パリ・オルレアン鉄道はソー線をパリの中心部により近い位置まで乗り入れることを計画した。1889年にダンフェール＝ロシュローからリュクサンブールまで2135mの地下線を建設する計画が発表され、1892年には政府の許可を受けて着工、1895年に開業した。
同区間の開業はメトロやオステルリッツ駅-オルセー駅間よりも早く、パリで初の地下線、地下駅である。またダンフェール＝ロシュロー駅と中間駅のポール＝ロワイヤル駅には一部に開口部があり、駅舎も地上にあるため、完全な地下駅はリュクサンブール駅が唯一であった。当時のソー線は蒸気機関車牽引であり、リュクサンブール駅には排煙のため巨大な送風機が設置されていた。
開業後、ソー線をさらに北のサン＝ミッシェル広場やセーヌ川右岸まで延長することが検討された。しかし丘の上にあるリュクサンブール駅からセーヌ川の河底まで下るには53パーミルもの勾配が生じることが分かり、このような急勾配、しかもトンネル内で蒸気機関車を運行することは不可能であるとして断念された。
1930年代になると、のちのRERの原型となる郊外路線の都心乗り入れ計画の一つとして、ソー線の近代化が行われた。1937年11月16日には直流1500Vで電化され、1938年1月18日にはリュクサンブール駅とソー線はパリ首都（メトロポリタン）鉄道（CMP = Compagnie du chemin de fer métropolitain de Paris、RATPの前身）に移管された。しかしリュクサンブール駅から右岸への延長は、資金難から着工に至らないまま第二次世界大戦勃発により中止された。
1950年代から60年代には再びソー線の延長と北部郊外への直通が計画された。この際にはリュクサンブール駅を廃止し、サン＝ミッシェルとの中間点付近に新駅を建設することも計画されたが、1971年の計画変更で駅の存続が決まった。延長工事は1974年に始まり、1977年12月8日にリュクサンブール駅からシャトレ＝レ・アル駅までが開業した。この日からソー線は新規開業区間と合わせてRERのB線となった。

## 駅構造
駅はサン＝ミッシェル大通りの地下にある。プラットホームは相対式2面2線である。改札口と地上への出口は駅の南北両端にある。
駅のすぐ北からはサン・ミッシェル＝ノートルダム駅まで最大40.8パーミルの下り勾配となっている。

## 利用状況
RATPの統計によると、2015年の年間乗客数は5,670,876人であった。

## 駅周辺
駅の周辺はカルチエ・ラタン地区であり、多くの大学・高等教育機関や研究機関がある。代表的なものは以下の通り。
- 大学
  - パリ第1大学 - ソルボンヌ、パンテオン広場（英語版、フランス語版）ほか
  - パリ第2大学 - パンテオン広場、アサス通りほか
  - パリ第3大学 - ソルボンヌ
  - パリ第4大学 - ソルボンヌほか
  - パリ第5大学 - オプセルヴァトワール大通り（薬学部）
- グランゼコール
  - パリ国立高等鉱業学校 - ヴァンドーム宮殿（リュクサンブール庭園内）
  - 国立古文書学校 - ソルボンヌ
  - 高等師範学校 - ユルム通り（フランス語版）
  - パリ市立工業物理化学高等専門大学 - ヴォクラン通り（フランス語版）
- その他
  - パリ国立聾唖学校（英語版、フランス語版） - サン・ジャック通り(rue Saint Jacques)
  - サント・ジェヌヴィエーヴ図書館（英語版、フランス語版） - パンテオン広場
  - キュリー博物館

リュクサンブール宮殿およびリュクサンブール公園は駅の西に位置し、庭園の入口の一つは駅の北側の出口のすぐ前にある。またパンテオンへも近い。

## 隣の駅
| RER B線 | RER B線 | RER B線 |
| --- | ------- | --- |
| サン＝ミッシェル＝ノートルダム駅 オルネー・スー・ボワ シャルル・ド・ゴール空港第2TGV方面 ミトリー＝クレイ方面 |         | ポール＝ロワイヤル駅 ダンフェール＝ロシュロー方面 ラプラス方面 ロバンソン方面 マッシー・パレゾー方面 オルセー＝ヴィーユ方面 サン＝レミ＝レ＝シュヴルーズ方面 |